# Iglesia de San Bonifacio (Detroit)
La iglesia de San Bonifacio fue una iglesia católica ubicada en 2356 Vermont Avenue en Detroit, la ciudad más grande del estado de Míchigan (Estados Unidos). También se conocía como Iglesia de San Bonifacio-San Vicente. La iglesia fue designada Sitio Histórico del Estado de Míchigan en 1983 y enlistada en el Registro Nacional de Lugares Históricos en 1989,  pero posteriormente fue demolida.

## Historia y significado
Los alemanes de Detroit comenzaron a trasladarse hacia el lado oeste en la década de 1860, particularmente a lo largo del corredor de la avenida Míchigan. En 1867, el obispo Casper Borgess creó la parroquia de San Bonifacio para servir a la población alemana en el lado oeste. En 1873, se construyó una rectoría de estilo italianizante de ladrillo rojo de dos pisos para la parroquia a un costo de 6000 dólares. El prominente arquitecto local William M. Scott planeó un edificio de piedra para la iglesia, y la construcción se completó en 1883 a un costo de 30 000 dólares.
La parroquia se cerró en 1989, y el edificio fue demolido unos años más tarde.

## Descripción
La iglesia de San Bonifacio fue un ejemplo ecléctico del neorrománico y la arquitectura gótica ruskiniana. Fue construido en forma cruciforme de ladrillo rojo y madera pintada de color crema, y presentaba un techo de nave alta, arcos de entrada de piedra empinados a dos aguas y un pabellón central con arcos redondos empotrados. La iglesia tenía un campanario cuadrado de lamas con techo de metal octogonal. Las paredes laterales estaban sostenidas por contrafuertes pesados adornados con piedra. La rectoría era un edificio de piedra de estilo italianizante de dos pisos, pintado de negro. Tenía un techo a cuatro aguas modificado con buhardillas a dos aguas y una línea de cornisas con corchetes, un pórtico abierto a dos aguas y marcos de ventanas rectangulares y de arco de medio punto.

## Galería

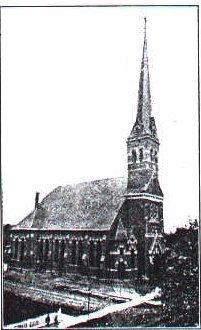
Hacia 1910
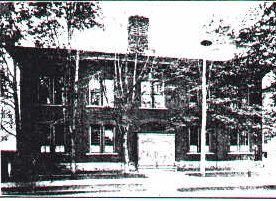
Escuela San Bonifacio, c. 1910
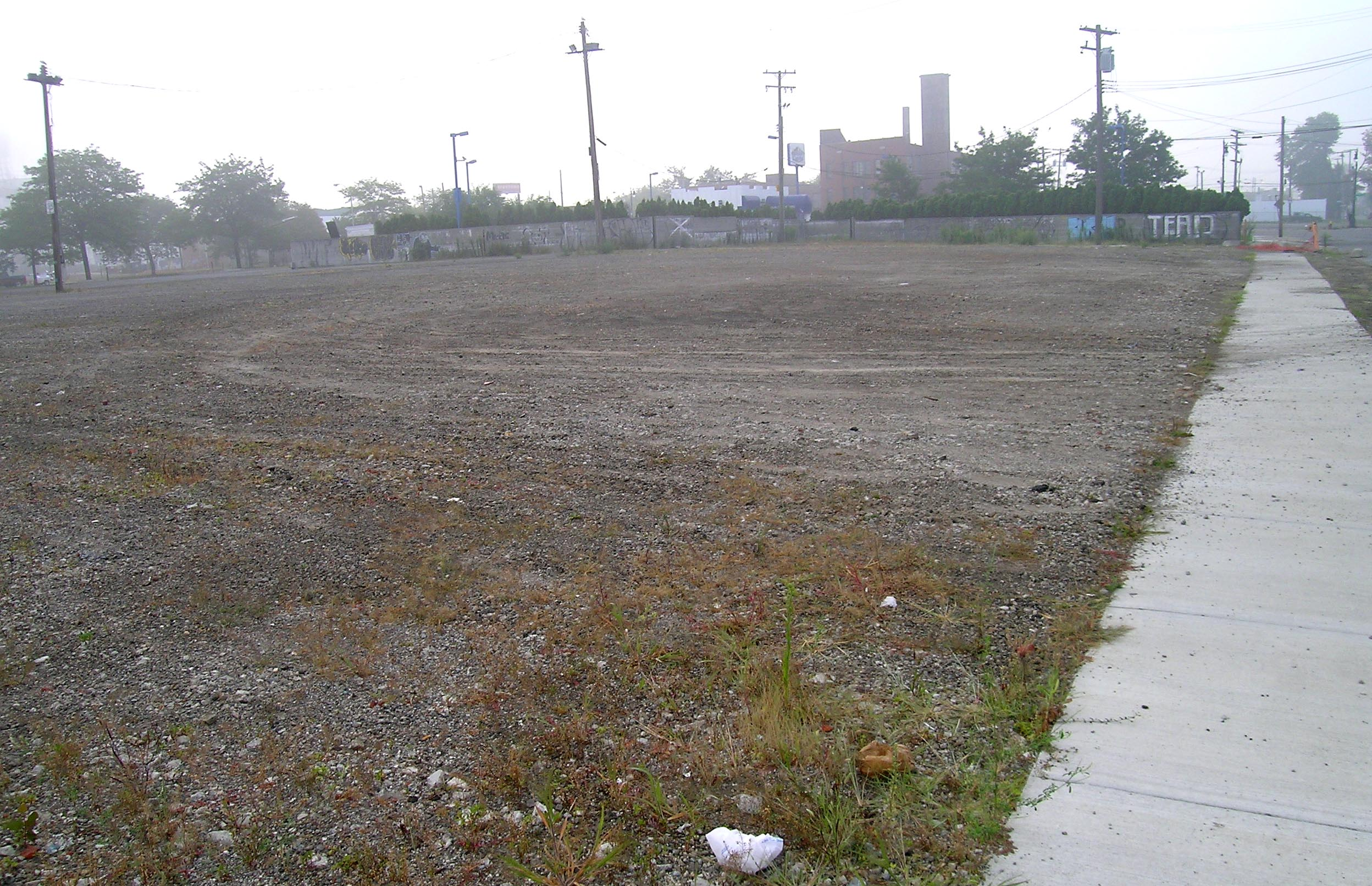
Lote donde estaba la iglesia